# Даниил (Крстич)
Епископ Даниил (серб. Епископ Данило, в миру Славко Крстич, серб. Славко Крстић; 13 мая 1927, Нови-Сад — 20 апреля 2002, Сентендре) — епископ Сербской Православной Церкви, епископ Будимский, богослов. Автор многочисленных статей по церковной истории, богословию.

## Биография

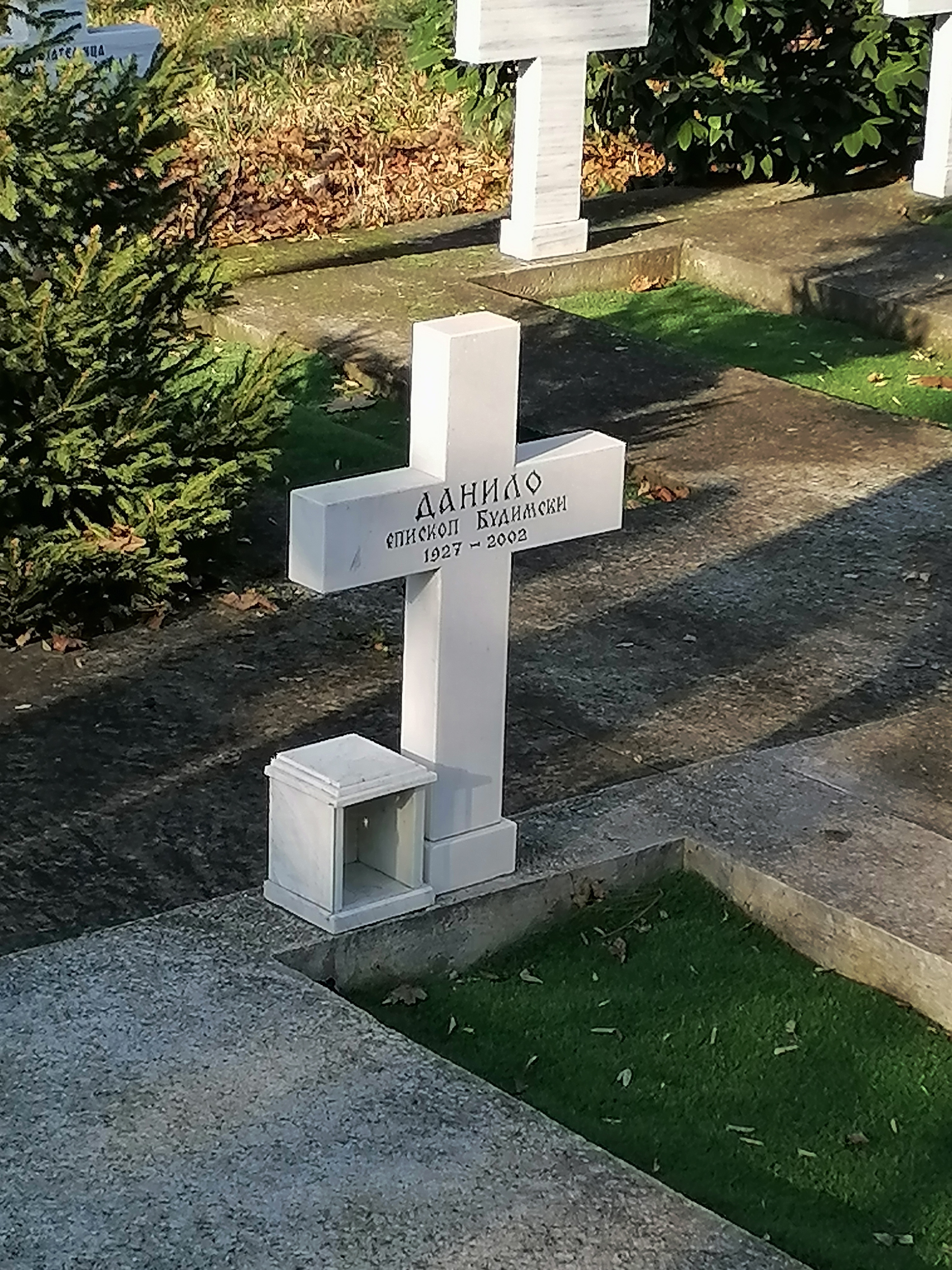

Окончил начальную школу в родном городе, а затем там же и гимназию.
В 1946—1947 годы изучал право в Белградском университете, с 1947 года — литературу в Сорбонне. Стажировался в течение года в Мюнхене.
С 1953 по июнь 1958 года обучался в Православном Свято-Сергиевском богословском институте в Париже, где защитил работу по Новому Завету под руководством епископа Катанского Кассиана (Безобразова).
С сентября 1958 года писал докторскую диссертацию по богословию святого Иоанна Златоуста под руководством протоиерея Георгия Флоровского в Гарвардском университете.
6 января 1960 года в сербском монастыре Святого Саввы в Либертивилле пострижен в монашество с именем Даниил в честь святителя Даниила, архиепископа Сербского. 28 августа того же года был рукоположён в сан диакона.
В 1962 году в соборе святого Саввы Сербского в Нью-Йорке был рукоположён в сан иеромонаха.
Служил в соборе святого Саввы Сербского в Нью-Йорке, в греческом монастыре в Бостоне, окормлял румынскую православную общину.
В 1968 году защитил докторскую диссертацию в Гарварде и вернулся на родину.
5 апреля 1969 года хиротонисан во епископа Марчанского, викария Патриарха Сербского. Хиротонию совершили: патриарх Сербский Герман, епископ Сремский Макарий (Джорджевич) и епископ Зворничско-Тузланский Лонгин (Томич).
С 1969 по 1990 год был редактором журнала «Гласник», член редакции журнала «Теолошки погледи».
В мае 1984 года назначен администратором Будимской епархии, а в мае 1988 года избран епископом Будимским. 7 октября 1990 году в Сент-Андреи состоялась его интронизация.
В 1993 году стал одним из основателей и профессоров Академии искусств и охраны памятников при Сербской православной церкви.
В 1993—1997 годы преподавал пастырское богословие на богословском факультете Белградского университета.
По инициативе епископа Даниила с 13 по 16 ноября 2001 года в Сентендре прошла конференция по истории Русской Церкви в 1917—1933 годах, на которой представители Русской православной и Русской зарубежной церквей обсудили церковно-исторические аспекты разделения Русской Церкви. Епископ Даниил был почётным председателем этой конференции.
Скончался 20 апреля 2002 года в Сентендре. Похоронен во Введенском монастыре Белграда.

## Сочинения
- Krunsko blago. Novi Jork, 1963
- Пре свега Бог // Теолошки погледи. Београд, 1972. Бр. 1. С. 1-3;
- Свети Родоначелник // Там же. 1973. Бр. 1. С. 1-3;
- Мистагошки значаj Свете Таjне Евхаристиjе // Там же. 1981. Бр. 1/3. С. 58-68;
- «Васеленки» прот. Георгиjе (1893—1979) // Там же. 1982. Бр. 1/2. С. 1-8;
- Веронаука у кући: Правосл. верска читанка. Београд, 1982;
- Преводи и мисиjа Цркве // Богословље. Београд, 1987. Св. 2. С. 89-92;
- За Русиjу христоносну — хиљаду молитава // Теолошки погледи. 1988. Бр. 3/4. С. 121—129;
- Иконограф: Слуга Лепоте Божиjе // Там же. 1990. Бр. 4. С. 213—214;
- Култура и култ // Там же. 1991. Бр. 1/4. С. 17-18;
- Нема лепше вере од хришћанске. Сремски Карловци, 1996. Београд, 2003;
- О правосл. монархиjи // Монархиjа: Зб. текстова. Београд, 2002. С. 11-14.